# San Andrés Cholula (település)
San Andrés Cholula település Mexikó Puebla államának Angelópolis régiójában, San Andrés Cholula község központja, a pueblai agglomeráció része. Mint a környék egyik turisztikai központja, az országos turisztikai titkárságtól (SECTUR) San Pedro Cholulával együtt megkapta a Pueblo Mágico címet.

## A városról
A város Mexikóvárostól kb. 100 km-re kelet-délkeletre, míg Puebla állam fővárosától, Pueblától mindössze 8 km-re fekszik. A valóságban az évek során a két város összeépült, azonban külön községben találhatók. San Andrés Cholula és San Pedro Cholula együtt alkotják Cholula de Rivadavia modern városát. A várost a spanyol hódítások előtti időszakban különválasztották, amikor is a toltékok meghódították a területet és a város keleti részére szorították az addig domináns olmékokat. A várost azóta is külön két külön egységként kezelik, bár a lakosok közös vallása és hagyományai összekötik a két helyiséget. San Andrés Cholula a nagyrészt őslakos lakosságát történelmi okoknak köszönheti. 
Az egység központja San Pedro, ahol a főtér és a San Gabriel kolostor is található. San Andrés öleli fel a város Nagy Piramistól nyugatra fekvő részét. A két rész a szociális és kulturális azonosságokon kívül egyéb szempontok szerint is hasonlóvá tehető. Mindkettő Puebla városának nyugati részén található Puebla völgyének síkságán. A két város hagyományos Mexikói piacain minden tradicionális mexikói étel megtalálható, a legtöbb helyen nők árulnak magvakat, füveket, virágokat és sok minden mást óriási kosarakból. Mexikói ételekből szinte akármit megtalálunk, azonban a helyi jellegzetességek leginkább az elefántfül ami egy hatalmas tortilla a közepén babbal salsa szósszal és sajttal a tetején még több sajttal megszórva. Híres továbbá a cholulai leves (sopa cholulteca), illetve a cecina csilipaprikával és sajttal.

## A cholulai piramis
Az évente 200 000 ember által látogatott műemlék San Andrés város legfontosabb turisztikai látványossága. Az összesen 154 hektárnyi történelmi lelőhelynek nyilvánított területből csupán 6 hektárnyit tártak fel napjainkig. Ennek oka, hogy a lelőhelynek nyilvánított föld nagy része magánkézben van és a tulajdonosok nem támogatják a további ásatásokat.
A piramis tetején álló templom toronysisakjai a 2017. szeptember 19-i földrengésben ledőltek.

## Sport
San Andrés Cholulában működik egész Mexikó egyik legnépszerűbb és legsikeresebb labdarúgócsapatának, a Club Américának az egyik utánpótlás-iskolája, melyet a csapat becenevére (Águilas, vagyis Sasok) utalva Nido de Águilának, vagyis Sasfészeknek neveznek.